# Odzun
Odzun – historyczne miasto w Armenii, w marzie Lori, na lewym brzegu rzeki Debed. Znane ze średniowiecznej bazyliki.